# Hoplopleura oenomydis
Hoplopleura oenomydis är en insektsart som beskrevs av Ferris 1921. Hoplopleura oenomydis ingår i släktet Hoplopleura och familjen gnagarlöss. Inga underarter finns listade i Catalogue of Life.